# Parafia św. Floriana w Miedarach
Parafia Św. Floriana w Miedarach należy do diecezji gliwickiej (dekanat Pyskowice). Prowadzą ją klaretyni.

## Msze święte
- niedziele i święta: (18:00), 7:30, 9:00, 10:30
- dni powszednie: 7:00, 17:00 (w czasie letnim: 18:00)

## Miejscowości należące do parafii
- Miedary, Kopanina, Laryszów